# Escala de depresión geriátrica de Yesavage
La Escala de Depresión Geriátrica  de Yesavage (GDS, por sus siglas en inglés) es una herramienta de evaluación para diagnosticar la depresión de los adultos mayores y expresa el grado de satisfacción, calidad de vida y sentimientos. Fue desarrollado por Yesavage et al en 1982 y se consideró como una medida básica de detección de la depresión en adultos mayores. GDS se define como una escala de autoinforme. En el año de 1986 Sheikh y Yesavage realizaron una versión más corta la cual consta de 15 preguntas misma que no ha perdido efectividad en comparación con la escala original y de forma que esta tienen una mayor facilidad de administración.

## Aplicación
Se puede usar con adultos sanos, adultos con enfermedades médicas y personas con deterioro cognitivo leve a moderado. El evaluador lee las preguntas al paciente sin realizar interpretaciones de los ítems y dejando claro al paciente que la respuesta no debe ser muy meditada. La respuesta debe ser “sí” o “no” y debe referirse a cómo se ha sentido el paciente la semana anterior. Se usa con frecuencia en entornos comunitarios, a largo plazo y agudos, a menudo como parte de una evaluación geriátrica integral.
Si bien no se debe realizar un diagnóstico de depresión basándose únicamente en el resultado del GDS, a menudo se incluye como parte de una evaluación de diagnóstico debido a la confiabilidad y validez establecidas de la escala.

## Versiones

### GDS-30
Es la versión más grande de la escala, está compuesto por 30 ítems; instrumento desarrollado a partir de 100 preguntas populares y excluye síntomas somáticos y psicóticos.  En su versión original, la puntuación va de 0 (no deprimido) a 30 (depresión grave) con un punto de corte en la puntuación 11. El promedio de la sensibilidad de la escala es 0,753 mientras que el de la especificidad es 0,770 (S: 84% E: 95%).

### GDS-15
La forma abreviada (GDS-15) o versión corta es una escala de calificación de depresión ampliamente utilizada para los adultos mayores. Cuenta con 15 ítems, de los cuales 10 indican la presencia de depresión cuando se responden positivamente mientras que los otros 5 son indicativos de depresión cuando se responden negativamente. Este formulario se puede completar en aproximadamente 5 a 7 minutos, lo que lo hace ideal para personas que se fatigan fácilmente o tienen una capacidad limitada para concentrarse durante períodos de tiempo más largos.

### GDS-5
Basados en la necesidad de darle un uso rutinario en atención ambulatoria, Hoyl, C. Alessi, L. Rubenstein et al desarrollaron la versión de 5 ítems. Los autores encontraron que un puntaje de 5 o más respuestas positivas son sugerentes de depresión y encontraron en la GDS-5 una sensibilidad de 97% y especificidad de 85%

## Cuestionarios
| No | Pregunta                                                                               | 1 punto si responde |
| -- | -------------------------------------------------------------------------------------- | ------------------- |
| 1  | ¿Está básicamente satisfecho con su vida?                                              | NO                  |
| 2  | ¿Ha renunciado a muchas de sus actividades e intereses?                                | SI                  |
| 3  | ¿Siente que su vida está vacía?                                                        | SI                  |
| 4  | ¿Se encuentra a menudo aburrido?                                                       | SI                  |
| 5  | ¿Tiene esperanza en el futuro?                                                         | NO                  |
| 6  | ¿Tiene molestias (malestar, mareo) por pensamientos que no pueda sacarse de la cabeza? | SI                  |
| 7  | ¿Tiene a menudo buen ánimo?                                                            | NO                  |
| 8  | ¿Tiene miedo de que algo le esté pasando?                                              | SI                  |
| 9  | ¿Se siente feliz muchas veces?                                                         | NO                  |
| 10 | ¿Se siente a menudo abandonado?                                                        | SI                  |
| 11 | ¿Está a menudo intranquilo e inquieto?                                                 | SI                  |
| 12 | ¿Prefiere quedarse en casa que acaso salir y hacer cosas nuevas?                       | SI                  |
| 13 | ¿Frecuentemente está preocupado por el futuro?                                         | SI                  |
| 14 | ¿Encuentra que tiene más problemas de memoria que la mayoría de la gente?              | SI                  |
| 15 | ¿Piensa que es maravilloso vivir?                                                      | NO                  |
| 16 | ¿Se siente a menudo desanimado y melancólico?                                          | SI                  |
| 17 | ¿Se siente bastante inútil en el medio en que está?                                    | SI                  |
| 18 | ¿Está muy preocupado por el pasado?                                                    | SI                  |
| 19 | ¿Encuentra la vida muy estimulante?                                                    | NO                  |
| 20 | ¿Es difícil para usted poner en marcha nuevos proyectos?                               | SI                  |
| 21 | ¿Se siente lleno de energía?                                                           | NO                  |
| 22 | ¿Siente que su situación es desesperada?                                               | SI                  |
| 23 | ¿Cree que mucha gente está mejor que usted?                                            | SI                  |
| 24 | ¿Frecuentemente está preocupado por pequeñas cosas?                                    | SI                  |
| 25 | ¿Frecuentemente siente ganas de llorar?                                                | SI                  |
| 26 | ¿Tiene problemas para concentrarse?                                                    | SI                  |
| 27 | ¿Se siente mejor por la mañana al levantarse?                                          | NO                  |
| 28 | ¿Prefiere evitar reuniones sociales?                                                   | SI                  |
| 29 | ¿Es fácil para usted tomar decisiones?                                                 | NO                  |
| 30 | ¿Su mente está tan clara como lo acostumbraba a estar?                                 | NO                  |

| No | Pregunta                                                                          | 1 punto si responde |
| -- | --------------------------------------------------------------------------------- | ------------------- |
| 1  | ¿Está Ud. básicamente satisfecho con su vida?                                     | NO                  |
| 2  | ¿Ha disminuido o abandonado muchos de sus intereses o actividades previas?        | SI                  |
| 3  | ¿Siente que su vida está vacía?                                                   | SI                  |
| 4  | ¿Se siente aburrido frecuentemente?                                               | SI                  |
| 5  | ¿Está Ud. de buen ánimo la mayoría del tiempo?                                    | NO                  |
| 6  | ¿Está preocupado o teme que algo malo le va a pasar?                              | SI                  |
| 7  | ¿Se siente feliz la mayor parte del tiempo?                                       | NO                  |
| 8  | ¿Se siente con frecuencia desamparado?                                            | SI                  |
| 9  | ¿Prefiere Ud. quedarse en casa a salir a hacer cosas nuevas?                      | SI                  |
| 10 | ¿Siente Ud. que tiene más problemas con su memoria que otras personas de su edad? | SI                  |
| 11 | ¿Cree Ud. que es maravilloso estar vivo?                                          | NO                  |
| 12 | ¿Se siente inútil o despreciable como está Ud. actualmente?                       | SI                  |
| 13 | ¿Se siente lleno de energía?                                                      | NO                  |
| 14 | ¿Se encuentra sin esperanza ante su situación actual?                             | SI                  |
| 15 | ¿Cree Ud. que las otras personas están en general mejor que Usted?                | SI                  |

| No | Pregunta                                                       | 1 punto si responde |  |
| -- | -------------------------------------------------------------- | ------------------- |  |
| 1  | ¿Está básicamente satisfecho con su vida?                      | NO                  |  |
| 2  | ¿Siente que su vida está vacía?                                | SI                  |  |
| 3  | ¿Se siente aburrido frecuentemente?                            | SI                  |  |
| 4  | ¿Está preocupado porque piensa que algo malo le va pasar?      | SI                  |  |
| 5  | ¿Piensa que la mayoría de la gente tiene más suerte que usted? | SI                  |  |

## Puntuación

### GDS-30
Población general mayor de 65 años. Las respuestas puntuables son afirmativas en los ítems 2, 3, 4, 6, 8, 10, 11, 12, 13, 14, 16, 17, 18, 20, 21, 22, 23, 24, 25, 26 y 28 y negativas en los ítems 1, 5, 7, 9, 15, 19, 21, 27, 29 y 30. Cada respuesta acertada puntúa 1 punto. Los puntos de corte son:
0-9: Normal
10-19: Depresión moderada
> o = 20: Depresión severa

#### Tiempo
Dura aproximadamente 15 minutos

### GDS-15
Población general mayor de 65 años. Las respuestas correctas son afirmativas en los ítems 2, 3, 4, 6, 8, 9, 10, 12, 14 y 15, y negativas en los ítems 1, 5, 7, 11 y 13. Cada respuesta errónea puntúa 1. Los puntos de corte son:
- 0 - 5 : Normal

- 6 - 10 : Depresión moderada
- >10 : Depresión severa

#### Tiempo
Dura aproximadamente de 5-7 minutos 

### GDS-5
Población general mayor de 65 años. Las respuestas puntuables son afirmativas en los ítems 2, 3, 4 y 5, y negativas en el ítem 1. Cada respuesta acertada puntúa 1.
Una puntuación de 2 o más es indicativa de depresión

#### Tiempo
Dura aproximadamente 2-3 minutos

## Costo, capacitación y administración
La escala de depresión geriátrica de Yesavage se considera de dominio público y es de uso gratuito. No se requiere de una gran capacitación para poder ser administrada e incluso puede ser autoadministrada. Al ser un instrumento bastante preciso se ha traducido a varios idiomas.

## Interpretación
De acuerdo con los puntajes obtenidos durante la aplicación del cuestionario de Yesavage, se obtienen tres categorías: normal, depresión leve o moderada y depresión grave. La depresión es un problema común entre los adultos mayores, pero no es una parte normal del envejecimiento, por lo que una puntuación dentro de la escala normal es positiva en un adulto mayor. La depresión leve o moderada se refiere al trastorno depresivo persistente (distimia) que presenta síntomas de depresión no tan fuertes como los de la depresión grave, pero que duran por mucho tiempo o a la depresión menor que bien puede presentar síntomas de depresión que no son tan fuertes como los de la depresión grave o del trastorno depresivo persistente y que no duran mucho tiempo. La depresión grave presenta en cambio síntomas graves que interfieren con la cotidianidad y la vida diaria del paciente.
Debido a sus devastadoras consecuencias, la depresión en la vejez es un importante problema de salud pública. Se asocia con un mayor riesgo de morbilidad, un mayor riesgo de suicidio, una disminución del funcionamiento físico, cognitivo y social y un mayor descuido personal, todo lo cual a su vez se asocia con una mayor mortalidad La presentación, la etiología, los factores de riesgo y de protección y los posibles resultados reflejan aspectos de la posición del adulto mayor a lo largo de la vida.
Parece que la mitad o más de la depresión mayor geriátrica representa una nueva condición que surge en la vejez (llamada depresión de inicio tardío), mientras que la mitad o menos experimentó su primer episodio de depresión considerablemente antes de la vejez (llamada depresión de inicio temprano).